# Parsi
Los parsis (persas en la lengua persa) son un grupo etnorreligioso del subcontinente indio cuya religión es el zoroastrismo. Sus antepasados emigraron a la región desde Irán tras la conquista musulmana de Persia en el siglo VII d. C. Son los primeros de los dos, siendo los otros iraníes, que emigraron al subcontinente muchos siglos después, tras la llegada al poder de la dinastía Qajar en Persia. Según una epopeya zoroastriana, Qissa-i Sanjan, los parsis siguieron emigrando desde el derrumbado Imperio sasánida a Guyarat entre los siglo VIII y X, donde se refugiaron para escapar de la persecución religiosa durante las primeras conquistas musulmanas.
En la época de la conquista musulmana de Persia, la religión dominante de la región era el zoroastrismo, una religión iraní que también servía como religión estatal oficial del Imperio sasánida. Muchas figuras iraníes notables, como Babak Khorramdin, se rebelaron activamente contra el ejército Rashidun y el posterior califato musulmán durante casi 200 años, mientras que los demás optaron por preservar sus identidades religiosas huyendo de Irán a la India durante esta época.
La palabra Parsi deriva de la lengua persa, y se traduce literalmente a persa (Persa Estándar Moderno: پارسیان‎, romanizado: 'Pārsiān' - es decir. 'Pārsi'), identificando efectivamente al pueblo parsi como persas étnicos anteriores al Islam en India y Pakistán. Farsi, una palabra moderna que se utiliza localmente en las regiones de habla persa como endónimo de la lengua persa, es la forma Arabizada de la palabra Parsi; la lengua ve un uso extendido en Irán, Afganistán, Tayikistán y otras regiones de los antiguos imperios persas.
La larga presencia de los parsis en el subcontinente indio los distingue de la comunidad india zoroastriana de iraníes, mucho más reciente y pequeña, que son en su mayoría descendientes de los iraníes que huyeron de la represión de la dinastía Qajar y del tumulto sociopolítico general del Irán de finales del siglo XIX y principios del XX. D. L. Sheth, antiguo director del Centro para el Estudio de las Sociedades en Desarrollo (CSDS), enumera las comunidades indias que constituían la clase media y eran tradicionalmente "urbanas y profesionales" (siguiendo profesiones como médicos, abogados, profesores, ingenieros, etc.) inmediatamente después de la Independencia de la India en 1947. Esta lista incluía a los Pandit de Cachemira, los Brahmanes de Nagars de Guyarat, los Brahmanes de India Meridional, los Punjabi Khatris y los Kayastha del norte de la India, los Chitpawans y los CKPs de Maharashtra; Bengalíes Probasis y Bhadralok, los parsis, así como las altas esferas de las comunidades Musulmana india y Cristiana india de todo el estado. Según P. K. Verma, "la educación era un hilo conductor que unía a esta élite panindia"; casi todos los miembros de estas comunidades sabían leer y escribir en inglés y recibían educación más allá de las instituciones escolares regulares.
Según el censo indio de 2001, en esa fecha habitaban en la India 69 901 parsis. En Pakistán son unos 5000. El número de parsis en el mundo se estima en torno a 100 000.

## Definición e identidad
Según la Encyclopædia Britannica,
Parsi, también escrito parsi, miembro de un grupo de seguidores en la India del profeta persa Zoroastro. Los parsis, cuyo nombre significa "persas", descienden de zoroastrianos persas que emigraron a la India para evitar la persecución religiosa de los musulmanes. Viven principalmente en Bombay y en algunos pueblos y aldeas, sobre todo al sur de Bombay, aunque también hay algunas minorías en Karachi (Pakistán) y Chennai. Hay una población parsi considerable en Pune y también en Bangalore. También residen algunas familias parsis en Calcuta y Hyderabad. Aunque no son, estrictamente hablando, una casta, ya que no son hindúes, forman una comunidad bien definida. Se desconoce la fecha exacta de la migración parsi. Según la tradición, los parsis se establecieron inicialmente en Hormuz, en el Golfo Pérsico, pero al verse perseguidos se embarcaron hacia la India y llegaron en el siglo VIII. En realidad, la migración puede haber tenido lugar en el siglo X, o en ambos. Se establecieron primero en Diu en Kathiawar pero pronto se trasladaron al sur de Gujarāt, donde permanecieron durante unos 800 años como una pequeña comunidad agrícola.
El término Pārsi, que en la lengua persa es un demónimo que significa "habitante de la provincia de Pārs" y, por tanto, "persa étnico", no se atestigua en los textos zoroastrianos indios hasta el siglo XVII. Hasta ese momento, dichos textos utilizan sistemáticamente los términos de origen persa Zartoshti "zoroastriano" o Vehdin "[de] la buena religión". Los Dieciséis Shlokas del siglo XII, un texto en sánscrito que elogia a los parsis, es el uso más temprano atestiguado del término como identificador de los zoroastrianos indios.

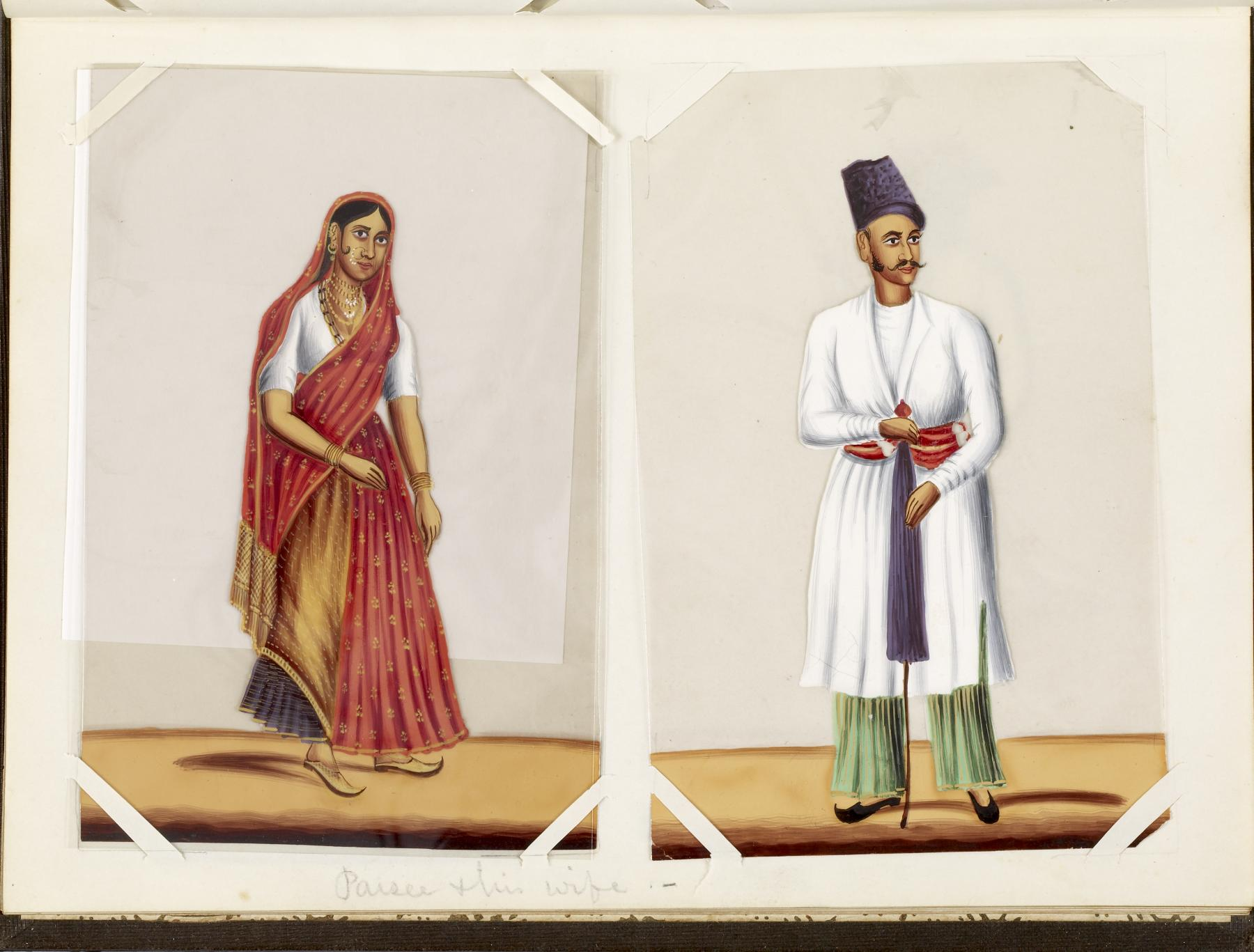
Parsis from India, c. 1870

La primera referencia a los parsis en una lengua europea es de 1322, cuando un monje francés, Jordanus, se refiere brevemente a su presencia en Thane y Bharuch. Posteriormente, el término aparece en los diarios de muchos viajeros europeos, primero franceses y portugueses, más tarde ingleses, todos los cuales utilizaron una versión europeizada de un término aparentemente de lengua local. Por ejemplo, el médico portugués García de Orta observó en 1563 que "hay mercaderes... en el reino de Cambaia conocidos como Esparcis. Los portugueses los llamamos judíos, pero no lo son. Son Gentios". En una sentencia judicial de principios del siglo XX (véase autopercepciones, más adelante), los jueces Davar y Beaman afirmaron (1909:540) que "parsi" era también un término utilizado en Irán para referirse a los zoroastrianos. señala que, del mismo modo que los iraníes utilizaban la palabra "hindú" para referirse a cualquier persona procedente del subcontinente indio, los indios utilizaban "parsi" para referirse a cualquier persona procedente del Gran Irán, independientemente de que fueran realmente personas de etnia persa. En cualquier caso, el término "parsi" en sí mismo "no es necesariamente una indicación de su origen iraní o 'persa', sino más bien un indicador -que se manifiesta como varias propiedades- de la identidad étnica". Además, si la herencia fuera el único factor en la determinación de la etnicidad, los parsis contarían como partos según el Qissa-i Sanjan.
El término "parsiísmo" o "parsiismo", se atribuye a Abraham Hyacinthe Anquetil-Duperron, quien en la década de 1750, cuando aún no se había acuñado la palabra "zoroastrismo", realizó el primer informe detallado de los parsis y del zoroastrismo, asumiendo en él, erróneamente, que los parsis eran los únicos seguidores de la religión.
Además de lo anterior, el término "parsi" existía incluso antes de que se trasladaran a la India:
- La primera referencia a los parsis se encuentra en la inscripción asiria de Salmanasar III (circa 854-824 a. C.).
- Darío el Grande (521-486 a. C.) establece este hecho cuando registra su ascendencia parsi para la posteridad, "parsa parsahya puthra ariya ariyachitra", que significa, "un parsi, el hijo de un parsi, un ario, de familia aria (Inscripción en Naqsh-i-Rustam, cerca de Persépolis, Irán).
- En Outlines of Parsi History, Dasturji Hormazdyar Dastur Kayoji Mirza, Bombay 1987, pp. 3-4 escribe: "Según el texto de Pahlavi de Karnamak i Artakhshir i Papakan, el astrólogo indio se refiere a Artakhshir (Sasanian rey, y el fundador del Imperio) como khvatay parsikan 'el rey de los parsis'.
- Heródoto y Jenofonte, los dos grandes historiadores que vivieron en el siglo III y el siglo IV a. C., se refirieron a los iraníes como parsis.[19]

## Prácticas religiosas
Los principales componentes del zoroastrismo tal y como los practica la comunidad parsi son los conceptos de pureza y contaminación (nasu), la iniciación (navjot), las oraciones diarias, el culto en los templos del fuego, el matrimonio, los funerales y el culto general.

### Pureza y contaminación
El equilibrio entre el bien y el mal está relacionado con la idea de pureza y contaminación. La pureza se considera la esencia misma de la piedad. El objetivo de la contaminación es destruir la pureza a través de la muerte de un ser humano. Para adherirse a la pureza, el deber de los parsis es seguir preservando la pureza dentro de su cuerpo, tal como Dios lo creó. Un sacerdote zoroastriano pasa toda su vida dedicado a seguir una vida santa.

### Navjote
Los zoroastrianos no se inician con el bautismo infantil. Un niño es iniciado en la fe cuando tiene la edad suficiente para entrar en la fe ya que el niño requiere recitar algunas oraciones junto con el sacerdote en el momento de la ceremonia Navjote idealmente antes de llegar a la pubertad. Aunque no existe una edad real antes de la cual un niño debe ser iniciado en la fe (preferiblemente después de los 7 años), el Navjote no puede realizarse en un adulto. Mientras que los parsis tradicionalmente no realizan el Navjote a los adultos (excepto en los casos en que se realiza para los descendientes de parsis que desean unirse a la fe), el equivalente zoroastriano iraní, el sedreh-pushti, puede realizarse a cualquier edad para quienes deseen convertirse.
La iniciación comienza con un baño ritual y, a continuación, una oración de limpieza espiritual; el niño se pone un pajama blanco, un chal y un pequeño gorro. Tras las oraciones introductorias, el niño recibe los objetos sagrados asociados al zoroastrismo: una camisa y un cordón sagrados, sudre y kusti. A continuación, el niño se coloca frente al sacerdote principal y se introduce fuego para representar a Dios. Una vez que el sacerdote termina con las oraciones, la iniciación del niño está completa y ahora forma parte de la comunidad y de la religión.

### Matrimonio

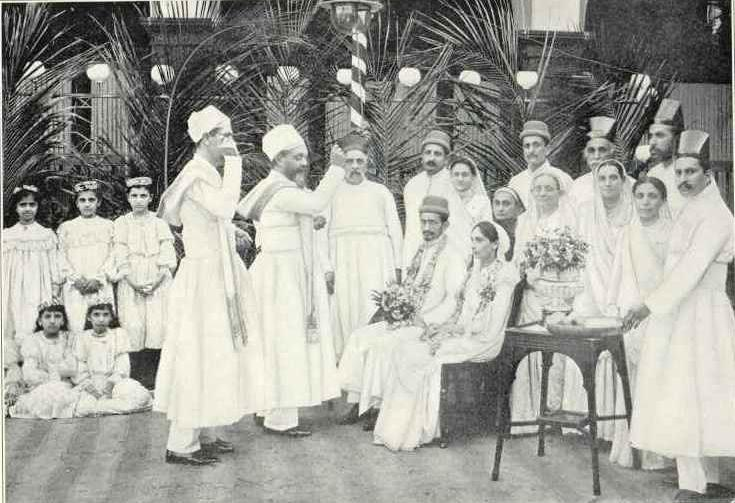
Boda parsi 1905

El matrimonio es muy importante para los miembros de la comunidad parsi, pues creen que para continuar la expansión del reino de Dios deben procrear. Hasta mediados del siglo XIX, los matrimonios infantiles eran habituales, aunque la idea del matrimonio infantil no formaba parte de la doctrina religiosa. En consecuencia, cuando la reforma social comenzó a producirse en la India, la comunidad parsi suspendió la práctica. Sin embargo, hay problemas crecientes en cuanto a la disponibilidad de novias. Cada vez son más las mujeres de la comunidad parsi que reciben una buena educación y, por lo tanto, retrasan el matrimonio o no participan en él. Las mujeres de la comunidad parsi en la India están alfabetizadas en un 97%; el 42% ha completado la escuela secundaria o la universidad y el 29% tiene una ocupación en la que gana una cantidad sustancial de dinero. La ceremonia de la boda comienza de forma similar a la iniciación, con un baño de limpieza. A continuación, los novios viajan a la boda en coches decorados con flores. Los sacerdotes de ambas familias facilitan la boda. La pareja comienza enfrentándose con una sábana que les impide verse. Se pasa lana por encima de ambos siete veces para unirlos. A continuación, los dos deben arrojar arroz a su pareja, simbolizando el dominio. El elemento religioso llega a continuación, cuando los dos se sientan uno al lado del otro para enfrentarse al sacerdote.

### Funerales

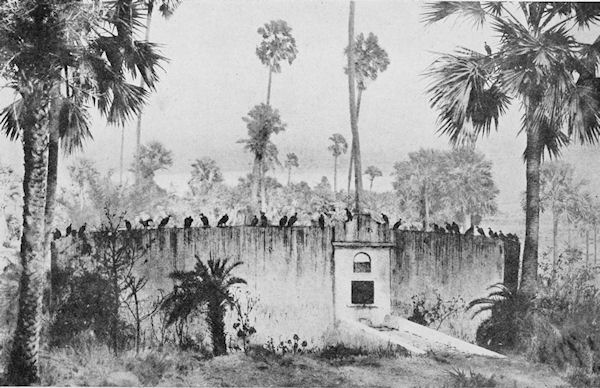
Torre del Silencio parsi, Bombay.

La contaminación que se asocia a la muerte debe manejarse con cuidado. Se designa una parte separada de la casa para albergar el cadáver para los procedimientos funerarios antes de ser llevado. El sacerdote acude a rezar las oraciones para la limpieza de los pecados y para afirmar la fe del difunto. Se lleva el fuego a la habitación y se inician las oraciones. El cuerpo se lava y se introduce limpio dentro de un sudre y kusti. A continuación comienza la ceremonia y se traza un círculo alrededor del cuerpo en el que sólo pueden entrar los portadores. A medida que se dirigen al cementerio, caminan de dos en dos y están unidos por una tela blanca. Un perro es esencial en el proceso funerario porque es capaz de ver la muerte. El cuerpo es llevado a alguna de las torres del silencio donde los buitres se alimentan de él, ya que consideran que enterrar a los muertos contamina el elemento de la tierra, quemarlos contamina el elemento del fuego y del aire, y lanzarlos al agua contamina el elemento del agua. Una vez que los huesos están blanqueados por el sol, se introducen en la abertura circular del centro. El proceso de duelo dura cuatro días, y en lugar de crear tumbas para los muertos, se establecen organizaciones benéficas en honor a la persona.

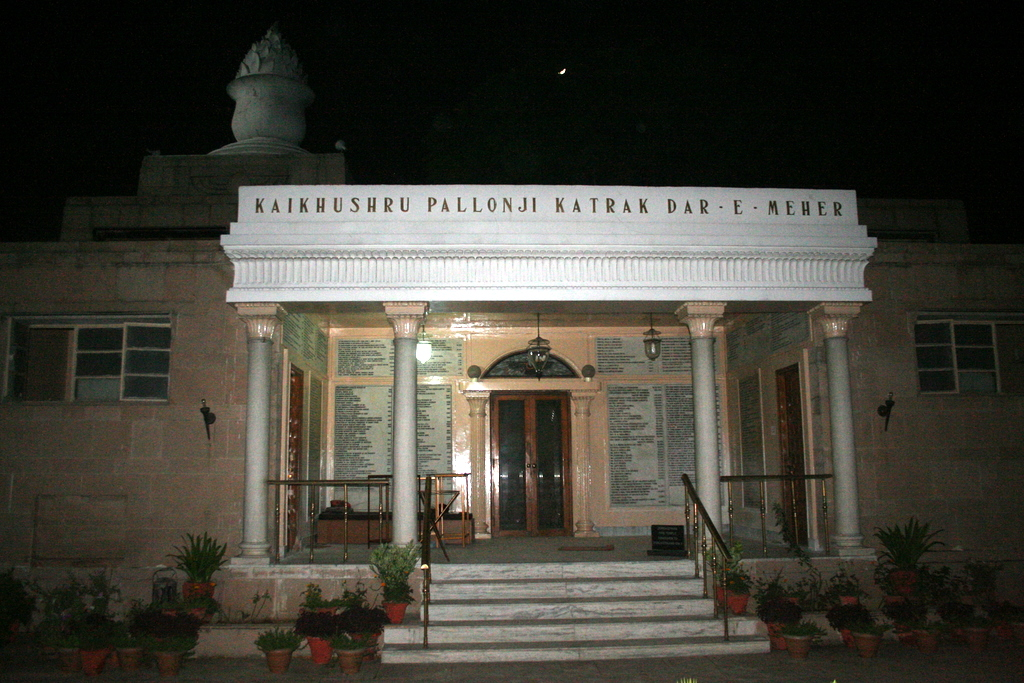
Templo del Fuego parsi en Delhi.

### Templos

Templo del Fuego Parsi de Ahmedabad, India

Los festivales zoroastrianos se celebraban originalmente al aire libre; los templos no fueron comunes hasta más tarde. La mayoría de los templos fueron construidos por parsis ricos que necesitaban centros que albergaran la pureza. Como ya se ha dicho, se considera que el fuego representa la presencia de Ahura Mazda, y hay dos diferencias en cuanto a los tipos de fuego de los distintos templos. El primer tipo de templo es el Atash Behram, que es el nivel más alto de fuego. El fuego se prepara durante todo un año antes de poder instalarse, y una vez que lo hace, se cuida al máximo. Sólo hay ocho templos de este tipo en la India. El segundo tipo de templo de fuego se llama Dar-i Mihr, y el proceso de preparación no es tan intenso. Hay unos 160 de ellos repartidos por toda la India.

## Parsis famosos
- Freddie Mercury, vocalista del grupo de música rock Queen.
- Zubin Mehta, director de orquesta de música clásica.
- Ratan Naval Tata, magnate indio, presidente de Tata Group.
- Homi K. Bhabha (nacido en 1949) Teórico del poscolonialismo, los estudios subalternos y los estudios culturales desde enfoques posmodernos.
- David Afkham, director de orquesta, titular de la Orquesta Nacional de España.
- Bapsi Sidhwa, novelista paquistaní, conocida por sus colaboraciones con la cineasta Deepa Mehta.